# NGC 6443
NGC 6443 este o galaxie spirală situată în constelația Hercule. A fost descoperită în 22 octombrie 1886 de către Lewis A. Swift.